# Pride Fighting Championships
PRIDE Fighting Championships – działająca w latach 1997–2007 japońska organizacja promująca walki MMA. W ciągu dziesięciu lat swojego istnienia PRIDE było gospodarzem w sumie 68 gal (66 na terenie Japonii i 2 w Las Vegas), stając się jedną z dwóch (obok UFC) największych organizacji MMA na świecie. Swój byt zakończyła w 2007 roku, kiedy została sprzedana amerykańskiej spółce ZUFFA – głównemu udziałowcowi konkurencyjnego UFC.

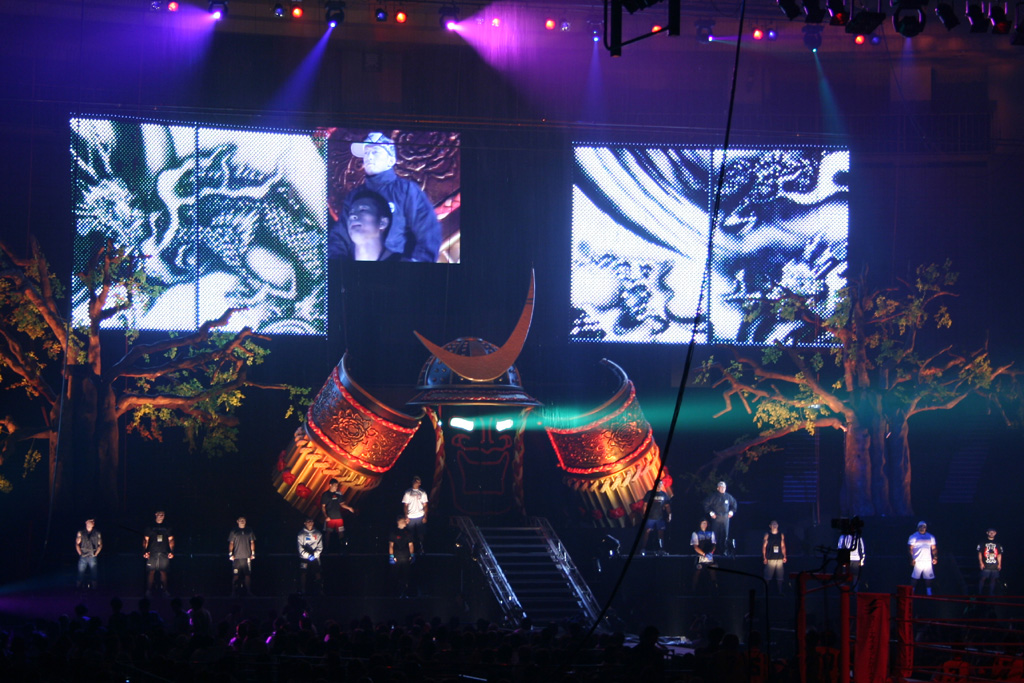
Prezentacja zawodników przed jedną z gal PRIDE FC (2005)

## Historia

### 1997-2000
Inauguracyjna gala PRIDE odbyła się 11 października 1997 roku w Tokio. W walce wieczoru zmierzyli się mistrz brazylijskiego jiu-jitsu Rickson Gracie oraz jeden z najpopularniejszych ówcześnie japońskich wrestlerów Nobuhiko Takada.
Charakterystyczne dla PRIDE FC było nadawanie tytułów mistrzowskich zarówno w drodze turniejów PRIDE Grand Prix, jak i w pojedynczych walkach o przechodni pas mistrza PRIDE w danej kategorii wagowej. Pierwszy tytuł mistrzowski został przyznany 1 maja 2000 roku Markowi Colemanowi, zwycięzcy 16-osobowego turnieju bez podziału na kategorie wagowe − PRIDE Openweight Grand Prix 2000. W ćwierćfinale tego turnieju zmierzyli się ze sobą Kazushi Sakuraba i Royce Gracie. Ich walka toczyła się według specjalnych zasad i trwała 90 minut, będąc najdłuższym pojedynkiem MMA w historii.

### 2001-2005
3 listopada 2001 roku, podczas gali PRIDE 17 zainicjowano walki o mistrzostwo PRIDE FC w kategoriach wagowych. Pierwszymi mistrzami zostali Brazylijczycy Antônio Rodrigo Nogueira (w wadze ciężkiej) i Wanderlei Silva (w wadze średniej).
Zorganizowana wspólnie w 2002 roku z FEG wielka gala sportów walki PRIDE Shockwave zgromadziła na Stadionie Olimpijskim w Tokio co najmniej 70-tysięczną widownię (według organizatorów nawet ponad 90-tysięczną), ustanawiając pod tym względem światowy rekord dla zawodów MMA.
W marcu 2003 roku na gali PRIDE 25 Rosjanin Fiodor Jemieljanienko pokonał przez decyzję sędziów Nogueirę i odeberał mu mistrzostwo, rozpoczynając tym samym swoją ponad czteroletnią dominację w wadze ciężkiej oraz stając się jedną z największych gwiazd światowego MMA.
W październiku 2003 roku wprowadzono serię gal Bushido i dwie nowe kategorie wagowe – lekką i półśrednią. W 2005 roku wyłoniono mistrzów w obu tych kategoriach: czempionem w wadze lekkiej został Takanori Gomi, a w półśredniej Dan Henderson.
W czerwcu 2005 roku na gali PRIDE Critical Countdown 2005 w walce przeciwko Antonio Rodrigo Nogueirze zadebiutował Paweł Nastula, jedyny Polak występujący w PRIDE FC (w sumie w latach 2005–2006 stoczył cztery walki).

### 2006-2007
W październiku 2006 roku zorganizowano pierwszą galę poza granicami Japonii – PRIDE 32 w Las Vegas.
W tym samym roku z transmisji zawodów PRIDE FC zrezygnowała ogólnojapońska stacja Fuji TV (nieoficjalnym powodem zerwania kontraktu były pogłoski o rzekomym zdobyciu kontroli nad organizacją przez yakuzę). Był to wielki cios, gdyż wpływy ze sprzedaży praw do transmisji stanowiły lwią część przychodów PRIDE. Organizacja stanęła zatem w obliczu poważnych problemów finansowych. Ogłoszono zaprzestanie organizowania gal Bushido.
W lutym 2007 roku odbyła się druga gala PRIDE na terenie USA (PRIDE 33), podczas której Dan Henderson znokautował Wanderleia Silvę, odbierając mu mistrzostwo w wadze średniej. Wkrótce potem, 27 marca 2007 roku właściciel PRIDE, spółka Dream Stage Entertainment (DSE), sprzedała całość udziałów braciom Frankowi i Lorenzo Fertita (ZUFFA Ltd.), kasynowym potentatom z Las Vegas, a zarazem głównym udziałowcom UFC – największego konkurenta PRIDE. Ostatnia gala PRIDE odbyła się 7 kwietnia 2007 roku w Tokio (PRIDE 34).
5 października 2007 roku Jamie Pollack, zatrudniony przez ZUFFA jako doradca prawny, który krótko po transakcji przybył do Japonii, aby zarządzać nowo powstałym holdingiem PRIDE Worldwide, zamknął drzwi oddziału i zwolnił wszystkich jego pracowników. Zawodnicy, którzy mieli ważne kontrakty, zostali automatycznie przejęci przez ZUFFA (m.in. Antônio Rodrigo Nogueira, Wanderlei Silva); część z nich już wcześniej podpisała nowe umowy na walki w UFC (Mirko Filipović, Quinton Jackson). Pozostali przenieśli się do innych organizacji lub zostali wolnymi agentami (m.in. Fiodor Jemieljanienko, Mark Hunt czy Takanori Gomi).

## Kategorie wagowe
Specyfiką PRIDE było to, że zawodnicy mogli walczyć pomiędzy sobą bez względu na różnicę wagi. Podział na kategorie wagowe miał jedynie znaczenie w przypadku walk o mistrzostwo lub turniejów Grand Prix w danej kategorii. Od 2003 roku obowiązywał podział na cztery kategorie wagowe:
- ciężka (ponad 93 kg / 205 lb)
- średnia (do 93 kg / 205 lb)
- półśrednia (do 83 kg / 183 lb)
- lekka (do 73 kg / 161 lb)

## Reguły
Walka toczyła się na ringu o wymiarach 7 na 7 metrów.

### Rundy
Walka trwała trzy rundy (2 minuty przerwy pomiędzy każdą):
- pierwsza runda 10 minut
- druga i trzecia po 5 minut

Wyjątek stanowiły reguły turniejów Pride Bushido (lżejsze kategorie wagowe) – tylko dwie rundy:
- pierwsza 10 minut
- druga 5 minut

### Zakończenie walki
Wygrana następowała przez:
- poddanie się przeciwnika
- nokaut
- nokaut techniczny – walkę przerywa sędzia, lekarz lub sekundanci
- dyskwalifikację – 3 żółte kartki,
- na punkty – punkty przyznawane przez 3 sędziów; kryteria: agresywność, stopień obrażeń zadanych przeciwnikowi, liczba ciosów i kontrola walki w parterze, różnica wagi pomiędzy rywalami.

Wyjątkowo niektóre walki toczyły się według specjalnych zasad, które przewidywały, że w przypadku nie zakończenia się walki przed czasem, zostawał automatycznie ogłaszany remis.

### Akcje zabronione
- atakowanie krocza
- uderzenia łokciami w głowę
- uderzenia głową
- atakowanie oczu przeciwnika
- ciągnięcie za włosy lub uszy
- gryzienie
- wkładanie palców do ust, nosa lub uszu
- kopanie lub uderzanie rękoma w tył głowy przeciwnika i kark
- dźwignie na małe stawy (dozwolone atakowanie co najmniej 4 palców rąk lub nóg)
- wyrzucanie przeciwnika poza ring
- uciekanie poza ring
- przytrzymywanie się lin ringu
- kopanie w głowę przeciwnika leżącego twarzą do ziemi
- stosowanie olejków i innych substancji natłuszczających

## Mistrzowie PRIDE FC
| Kategoria  | Waga                   | Mistrz                   | Mistrz            | Okres                   |
| Kategoria  | Waga                   | Nazwisko                 | Kraj              | Okres                   |
| ---------- | ---------------------- | ------------------------ | ----------------- | ----------------------- |
| Ciężka     | ponad 93 kg / 205 lb   | Antônio Rodrigo Nogueira | Brazylia          | 03.11.2001 - 16.03.2003 |
| Ciężka     | ponad 93 kg / 205 lb   | Fiodor Jemieljanienko    | Rosja             | 16.03.2003 - 07.04.2007 |
| Średnia    | poniżej 93 kg / 205 lb | Wanderlei Silva          | Brazylia          | 03.11.2001 - 24.02.2007 |
| Średnia    | poniżej 93 kg / 205 lb | Dan Henderson            | Stany Zjednoczone | 24.02.2007 - 07.04.2007 |
| Półśrednia | poniżej 83 kg / 183 lb | Dan Henderson            | Stany Zjednoczone | 31.12.2005 - 07.04.2007 |
| Lekka      | poniżej 73 kg / 161 lb | Takanori Gomi            | Japonia           | 31.12.2005 - 07.04.2007 |

### Waga ciężka (ponad 93 kg)
| Nr                                                                      | Zdjęcie | Mistrz                                                                  | Od                                      | Do               | Obrony tytułu | |
| ----------------------------------------------------------------------- | ------- | ----------------------------------------------------------------------- | --------------------------------------- | ---------------- | --- | --- |
| 1.                                                                      |         | Antônio Rodrigo Nogueira (pokonał Heatha Herringa)                      | 3 listopada 2001 (PRIDE 17)             | 16 marca 2003    | | |
| 2.                                                                      |         | Fiodor Jemieljanienko                                                   | 16 marca 2003 (PRIDE 25)                | październik 2007 | - pokonał tymczasowego mistrza Antônio Rodrigo Nogueirę 31 grudnia 2004 (PRIDE Shockwave 2004) - pokonał Mirko Filipovicia 28 sierpnia 2005 (PRIDE Final Conflict 2005) - pokonał Marka Hunta 31 grudnia 2006 (PRIDE Shockwave 2006) | - pokonał tymczasowego mistrza Antônio Rodrigo Nogueirę 31 grudnia 2004 (PRIDE Shockwave 2004) - pokonał Mirko Filipovicia 28 sierpnia 2005 (PRIDE Final Conflict 2005) - pokonał Marka Hunta 31 grudnia 2006 (PRIDE Shockwave 2006) |
| -                                                                       |         | Antônio Rodrigo Nogueira (pokonał o tymczasowy tytuł Mirko Filipovicia) | 9 listopada 2003 (PRIDE Shockwave 2004) | 31 grudnia 2004  | | |
| Na początku października 2007 organizacja zakończyła swoją działalność. |         |                                                                         |                                         |                  | | |

### Waga średnia (93 kg)
| Nr | Zdjęcie | Mistrz                                        | Od                          | Do              | Obrony tytułu | |
| --- | ------- | --------------------------------------------- | --------------------------- | --------------- | --- | --- |
| 1. |         | Wanderlei Silva (pokonał Kazushiego Sakurabę) | 3 listopada 2001 (PRIDE 17) | 24 lutego 2007  | - pokonał Kiyoshiego Tamurę 24 lutego 2002 (PRIDE 19) - pokonał Hiromitsu Kaneharę 24 listopada 2002 (PRIDE 23) - pokonał Quintona Jacksona 31 października 2004 (PRIDE 28) - pokonał Ricardo Aronę 32 grudnia 2005 (PRIDE Shockwave 2005) | - pokonał Kiyoshiego Tamurę 24 lutego 2002 (PRIDE 19) - pokonał Hiromitsu Kaneharę 24 listopada 2002 (PRIDE 23) - pokonał Quintona Jacksona 31 października 2004 (PRIDE 28) - pokonał Ricardo Aronę 32 grudnia 2005 (PRIDE Shockwave 2005) |
| 2. |         | Dan Henderson                                 | 24 lutego 2007 (PRIDE 33)   | 8 września 2007 | | |
| Pas mistrzowski PRIDE wagi średniej został zunifikowany z pasem mistrzowskim UFC wagi półciężkiej 8 września 2007 kiedy to mistrz UFC Quinton Jackson pokonał Hendersona na gali UFC 75. |         |                                               |                             |                 | | |

### Waga półśrednia (84 kg)
| Nr | Zdjęcie | Mistrz                                    | Od                                     | Do           | Obrony tytułu |  |
| --- | ------- | ----------------------------------------- | -------------------------------------- | ------------ | ------------- |  |
| 1. |         | Dan Henderson (pokonał Murilo Bustamante) | 31 grudnia 2005 (PRIDE Shockwave 2005) | 1 marca 2008 |               |  |
| Pas mistrzowski PRIDE wagi półśredniej został zunifikowany z pasem mistrzowskim UFC wagi średniej 1 marca 2008 kiedy to mistrz UFC Anderson Silva pokonał Hendersona na gali UFC 82. |         |                                           |                                        |              |               |  |

### Waga lekka (73 kg)
| Nr                                                                      | Zdjęcie | Mistrz                                  | Od                                     | Do               | Obrony tytułu                                                 |                                                               |
| ----------------------------------------------------------------------- | ------- | --------------------------------------- | -------------------------------------- | ---------------- | ------------------------------------------------------------- | ------------------------------------------------------------- |
| 1.                                                                      |         | Takanori Gomi (pokonał Hayato Sakuraia) | 31 grudnia 2005 (PRIDE Shockwave 2005) | październik 2007 | - pokonał Marcusa Aurélio 5 listopada 2006 (PRIDE Bushido 13) | - pokonał Marcusa Aurélio 5 listopada 2006 (PRIDE Bushido 13) |

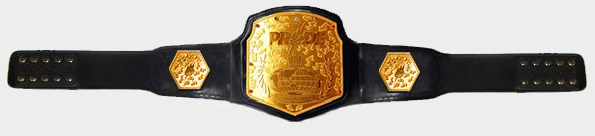
Pas zwycięzcy PRIDE Grand Prix

| Na początku października 2007 organizacja zakończyła swoją działalność. |         |                                         |                                        |                  |                                                               |                                                               |

| Rok  | Kategoria  | Mistrz                | Mistrz            | Finalista                | Finalista         |
| Rok  | Kategoria  | Nazwisko              | Kraj              | Nazwisko                 | Kraj              |
| ---- | ---------- | --------------------- | ----------------- | ------------------------ | ----------------- |
| 2000 | Open       | Mark Coleman          | Stany Zjednoczone | Ihor Wowczanczyn         | Ukraina           |
| 2003 | Średnia    | Wanderlei Silva       | Brazylia          | Quinton Jackson          | Stany Zjednoczone |
| 2004 | Ciężka     | Fiodor Jemieljanienko | Rosja             | Antônio Rodrigo Nogueira | Brazylia          |
| 2005 | Średnia    | Mauricio Rua          | Brazylia          | Ricardo Arona            | Brazylia          |
| 2005 | Półśrednia | Dan Henderson         | Stany Zjednoczone | Murilo Bustamante        | Brazylia          |
| 2005 | Lekka      | Takanori Gomi         | Japonia           | Hayato Sakurai           | Japonia           |
| 2006 | Open       | Mirko Filipović       | Chorwacja         | Josh Barnett             | Stany Zjednoczone |
| 2006 | Półśrednia | Kazuo Misaki          | Japonia           | Denis Kang               | Kanada            |